# Raadsapotheek
De Raadsapotheek van Tallinn, de hoofdstad van Estland, is een van de oudste apotheken van Europa en nog steeds als apotheek in gebruik. Ze is gevestigd in Vanalinn, de historische binnenstad van Tallinn, op het adres Stadhuisplein 11 (Estisch: Raekoja plats 11). De apotheek ligt tegenover het raadhuis. De Estische naam is Tallinna Raeapteek.

## Geschiedenis
Het is niet bekend wanneer de apotheek precies haar deuren opende. Historici vermoeden dat het rond 1415 was. Er bestaat een bron waaruit blijkt dat de apotheek in 1422 al haar derde eigenaar had. Tien mannen, van wie de meerderheid wethouder van Reval (Tallinn) was, werden daar als eigenaar genoemd. Latere bronnen noemen een zekere Johann Molner als eerste apotheker.

### De familie Burchart

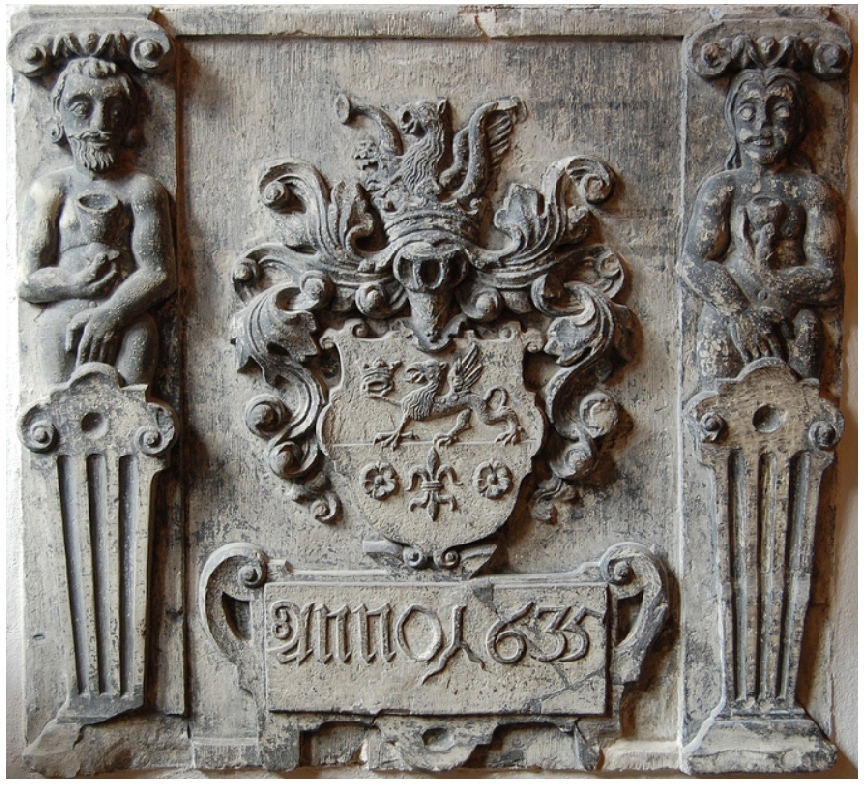
Het wapen van de familie Burchart. Versiering in het portaal van de Raadsapotheek

In 1582 kwam de apotheek in handen van de Hongaar János Both Bélaváry de Szykava. Hij kwam uit Presburg (nu: Bratislava), dat toen een Hongaarse stad was, en omdat de elite in Tallinn Duits sprak, verduitste hij zijn naam tot Johann Burchart. Hij pachtte de apotheek van de gemeenteraad van de stad. De familie Burchart (ook wel gespeld als Burchard) zou de apotheek van 1582 tot 1911, langer dan 325 jaar, exploiteren.
In de familie Burchart werd het al gauw traditie dat de oudste zoon de naam Johann kreeg en de apotheek overnam. In de eerste jaren van de 17e eeuw werd de apotheek verbouwd en uitgebreid met de twee panden ernaast. Daarmee kreeg de apotheek haar huidige uiterlijk. In 1635 was de verbouwing klaar.
In 1688 kocht Johann Burchart IV de apotheek van de stad voor 600 thaler. Tallinn was toen Zweeds. In 1690 bevestigde de Zweedse koning Karel XI de verkoop en liet hij de rechten en plichten van het familiebedrijf vastleggen in een privilege. De familie bracht niet alleen apothekers, maar ook artsen voort.
In 1710 ging de apotheek over op Johann Burchart V. Estland werd geteisterd door de Grote Noordse Oorlog, met als een van de gevolgen een pestepidemie. Johann Burchart V was zowel apotheker als arts. Toen Tallinn capituleerde voor het Russische leger, hielp hij de Russen met medicijnen. In 1716 werd hij de stadsarts en tevens dokter van het Russische garnizoen en het marinehospitaal.
Johann Burchart VIII richtte in 1802 op de bovenste verdieping naast de kisten met kruiden een klein museum in met curiosa en voorwerpen die te maken hadden met de stad Tallinn. Hij gaf zijn collectie de Franse naam Mon faible (‘Mijn zwak’). Een deel van de collectie is nu te bezichtigen in het stedelijk museum van Tallinn (dat gevestigd is aan de Vene tänav 17, op een steenworp afstand van de Raadsapotheek).
Johann Burchart IX en Johann Burchart X bezaten beiden een zwakke gezondheid en lieten het beheer van de apotheek aan anderen over. Vanaf 1853 berustte de feitelijke leiding bij de apotheker Piers Rudolph Lehbert.
In de apotheek werden in de loop der jaren niet alleen geneesmiddelen verkocht (waaronder geneesmiddelen die inmiddels in onbruik zijn geraakt, zoals mummiepoeder, vleermuispoeder, verbrande bijen, gemalen hoorn van de eenhoorn en extract van slangenhuid), maar ook snoep, marsepein, gebak, papier, inkt, was, kaarsen, specerijen, speelkaarten en later ook tabak. De familie Burchart verkreeg het privilege om jaarlijks vrij van invoerrechten 400 liter cognac uit Frankrijk te importeren. In de Raadsapotheek werd ook de Tallinner Klarett verkocht, rijnwijn die met suiker was gezoet en met kruiden een speciale smaak kreeg.
Na de dood van Johann Burchart X in 1891 was er geen mannelijke erfgenaam. Zijn vier zusters beheerden sindsdien de Raadsapotheek. In 1911 verkochten ze het bedrijf aan de Baltische Duitser Rudolf Carl Georg Lehbert (1858–1928), de zoon van Piers Rudolph. Daarmee was een familietraditie van meer dan 325 jaar geëindigd.

### 1911-heden

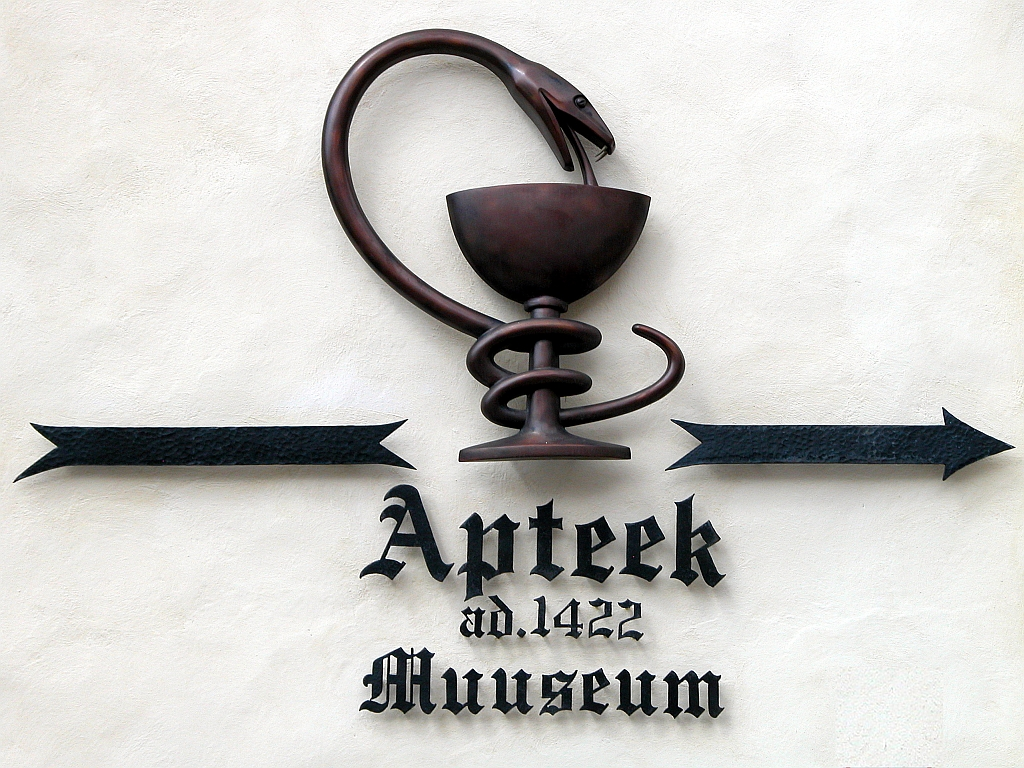
Verwijzing naar de ingang van de apotheek en het museum

Na 1911 wisselde de apotheek een aantal malen van eigenaar. Na de Sovjetbezetting werd de apotheek, zoals zoveel ondernemingen, in 1944 genationaliseerd. In 1991, na het herstel van de Estische onafhankelijkheid, moest het gebouw, dat jarenlang nauwelijks onderhouden was, grondig worden opgeknapt. De restauratie was pas in 2003 voltooid.
Tegenwoordig bevindt de apotheek zich op de begane grond. Ze verkoopt het gebruikelijke assortiment van een apotheek, maar ook drogisterijartikelen, zoals aspirines en condooms, en verder thee, zeep volgens ouderwets recept, en nog steeds Tallinner Klarett.
Op de begane grond bevindt zich ook een klein museum, dat oude medische instrumenten en apothekerswerktuigen laat zien en wat vertelt over de geschiedenis van het gebouw en het gebruik van kruiden. De apotheek organiseert ook cursussen, waaronder brood bakken en marsepein maken.
Op de eerste verdieping is sinds 1999 het knoflookrestaurant Balthasar gevestigd.